# Silenat Yismaw
Silenat Yismaw (ur. 19 marca 1997) – etiopska lekkoatletka, specjalistka od biegów długich.
W 2013 zdobyła brąz mistrzostw świata juniorów młodszych w Doniecku na dystansie 3000 metrów.

## Osiągnięcia
| Rok  | Impreza                               | Miejsce | Konkurencja         | Lokata     | Wynik   |
| ---- | ------------------------------------- | ------- | ------------------- | ---------- | ------- |
| 2013 | Mistrzostwa świata juniorów młodszych | Donieck | bieg na 3000 metrów | 3. miejsce | 9:01,63 |

## Rekordy życiowe
- Bieg na 3000 metrów – 9:01,63 (2013)